# Rezerwat przyrody Zabłocie
Zabłocie – rezerwat przyrody w województwie podkarpackim położony na terenie gmin: Głogów Małopolski i Świlcza (powiat rzeszowski), Kolbuszowa (powiat kolbuszowski) oraz Sędziszów Małopolski (powiat ropczycko-sędziszowski). Leży w granicach Mielecko-Kolbuszowsko-Głogowskiego Obszaru Chronionego Krajobrazu.
- numer według rejestru wojewódzkiego: 68
- powierzchnia: 536,95 ha[1][2] (akt powołujący podawał 539,81 ha)
- dokument powołujący: Dz. Urz. Woj. Podkarpackiego 99.26.1178
- rodzaj rezerwatu: faunistyczny[1][2]
- przedmiot ochrony (według aktu powołującego): stanowiska lęgowe rzadkich gatunków ornitofauny; naturalne zbiorowiska roślinne dawnej Puszczy Sandomierskiej, z licznie tu występującymi gatunkami roślin chronionych i rzadkich[1][2].